# (7078) Unojönsson
(7078) Unojönsson est un astéroïde de la ceinture principale.

## Description
(7078) Unojönsson est un astéroïde de la ceinture principale. Il fut découvert le 17 octobre 1985 à l'observatoire Kvistaberg par Claes-Ingvar Lagerkvist. Il présente une orbite caractérisée par un demi-grand axe de 2,43 UA, une excentricité de 0,23 et une inclinaison de 3,1° par rapport à l'écliptique.

## Compléments